# Naoshima (kommun)
Naoshima (japanska: 直島町?, Naoshima-chō) är en landskommun (köping) i Kagawa prefektur i Japan. 
Kommunen består av ön Naoshima (7,81 km²) med kringliggande öar. Den ligger i Japanska innanhavet (Seto naikai) mellan Shikoku och Honshu. Den saknar vägförbindelse med fastlandet. Naoshima är känt för sina museer med modern konst, bland annat Chichu Art Museum.